# Левакант
Левакант (до 1996 — Калінінабад, у 1996—2018 — Сарбанд; тадж. Левакант) — місто в Таджикистані, на річці Вахш, за 120 кілометрів від Душанбе. Раніше він називався Калінінабад — на честь радянського діяча М. І. Калініна. Населення міста складає 11000 людей. Місто виникло у зв'язку з будівництвом ГЕС на річці Вахш.

## Економіка
Місто є великим промисловим і торговельним центром. Підприємства міста виробляють мінеральні добрива, цеглу, залізобетонні вироби та конструкції, інертні матеріали. У місті є фабрика з первинної обробки шерсті, бавовни та коконів. Також у місті розвинутий малий і середній бізнес, у місті працюють ресторани, чайхани, млини, лазні, два ринки. У Сарабанді функціонує єдине в Таджикистані хімічне підприємство з виробництва мінеральних добрив ЗАТ СП «Таджик Азот»

### Енергетика
Початок місту поклав Вахшбуд – велетенська будова початку 30-х років, а саме будівництво каналу для зрошення земель. У 1957 році на каналі починається будівництво Перепадної ГЕС.

## Комунальне господарство
До 2008 року Сарбанд отримував узбецький газ, при цьому населення  його отримувало по 2 години на добу. У 2008 році «Таджикгаз» почав постачати місто місцевим газом з родовища «Кизилтумшук». 

## Історія
Поселення виникло у 30-х роках ХХ століття. У 1956 році воно отримало статус міста з назвою Калінінабад.  2 лютого 1996 року місто було перейменовано в Сарбанд. У 2003 році у місті проживало 10908 людей, однак спостерігалась тенденція до скорочення кількості мешканців.

## Клімат
| Клімат                    | Клімат | Клімат | Клімат | Клімат | Клімат | Клімат | Клімат | Клімат | Клімат | Клімат | Клімат | Клімат | Клімат |
| Показник                  | Січ.   | Лют.   | Бер.   | Квіт.  | Трав.  | Черв.  | Лип.   | Серп.  | Вер.   | Жовт.  | Лист.  | Груд.  | Рік    |
| Середній максимум, °C     | 7,9    | 11,0   | 16,7   | 23,8   | 29,4   | 35,4   | 37,1   | 35,5   | 31,0   | 24,6   | 16,9   | 10,5   |        |
| Середній мінімум, °C      | −1,1   | 1,0    | 5,9    | 11,3   | 15,1   | 18,6   | 20,1   | 18,1   | 13,1   | 8,6    | 3,9    | 0,9    |        |
| Норма опадів, мм          | 43     | 52     | 77     | 55     | 35     | 3      | 0      | 0      | 0      | 14     | 26     | 39     | 344    |
| ------------------------- | ------ | ------ | ------ | ------ | ------ | ------ | ------ | ------ | ------ | ------ | ------ | ------ | ------ |
| Джерело: Climate-data.org |        |        |        |        |        |        |        |        |        |        |        |        |        |